# Auranítida
Auranítida o Auranitis fou una regió del sud de Síria, que correspon a la moderna regió d'Hauran.
Al primer mil·lenni abans de Crist fou poblada pels arameus que també poblaren Nuqra (Batanea) i Jaulan (Gaulanitis). Després de la conquesta macedònia, es van obrir rutes comercials entre la Mediterrània oriental i l'Orient llunyà, i les caravanes carregades amb espècies de l'Índia i Orient viatjaven a través de Gerrha (al Golf Pèrsic) cap a l'Al-Jawf (Síria) passant pel Wadi Sirhan, al sud de Síria; també caravanes procedents d'Aràbia portaven mirra i encens per Transjordània. Durant l'època hel·lenística, sota domini dels selèucides, fou una rica regió comercial cap a les ciutats gregues de Síria.

## Imperi Romà
El 23 aC August la va cedir junt amb altres territoris a Herodes el Gran. A la seva mort el seu fill Herodes Filip (4 aC-34 dC) va rebre la tetrarquia de Gaulanitis, Batanea, Traconítida i Auranitis, part de la tetrarquia de Zenòdor de Traconítida (Abilene). Filip va fundar Cesarea Philippi prop de Paneas i del riu Jordà (prop del Mont Hermon) i Bethsaida a la vora de la mar de Galilea (llac Tiberíades), anomenada Julia en honor de la filla d'August; fou lleial sempre als romans i es va casar amb sa neboda Salomé, neta d'Herodes el Gran i Mariamna II. A la seva mort sense fills el territori fou incorporat a la província de Síria, però el 37 fou donada a Herodes I Agripa per Cal·lígula. Una part del país (amb Bosra) era a mans del nabateus, i així va romandre fins que el 106 el regne dels nabateus fou unit a Roma i el nord de la Traconítida es va incorporar a la província de Síria i la resta va formar la província d'Aràbia. A partir del segle ii i al segle iii s'hi va introduir el cristianisme. Els llocs principals foren Canatha (moderna Kanawat), Salkhad o Soada Dionysias (Suweida) Dara'a Izra i Bosra. Al segle ii i III les caravanes van patir atacs de bandits refugiats a la regió de Leja o Traconitis. L'emperador roma Felip l'àrab era nascut a Filipòpolis (Shuhba) a l'Auranítida, però els rumors de què el seu pare era un cap de bandits de Traconítida no són certs. Els romans van crear a la regió una sèrie de forts que defensaven la frontera amb els nòmades, els parts i finalment els perses. Durant el període romà d'Orient es va estendre l'agricultura i van sorgir moltes explotacions agrícoles i ramaderes i algunes viles, però la desforestació, l'erosió el sol i l'avanç del desert es van desenvolupar al segle vi. A la primera meitat del segle vii la regió va ser ocupada pels musulmans.

## Llista de governants
- Ptolemeu de Calcis 85-40 aC
- Lisànies I 40-33 aC
- Zenòdor de Traconítida 33-24 aC
- Herodes el Gran 23 aC-4 aC
- Herodes Filip 4 aC - 34 aC
- A la província de Síria 34-37 o 38
- Herodes Agripa I 38-44
- Administració romana 44-52
- Herodes Agripa II 52-99
- Administració romana 100-106
- Província d'Aràbia